# Grand voyer (Québec)
Pour les articles homonymes, voir Grand voyer.
Au Québec, le grand voyer est un haut fonctionnaire chargé de la construction et de l'entretien des routes.
Fonction issue des grands offices de la couronne de France, elle perdure au Québec après la chute de la Nouvelle-France jusqu'en 1840.

## Régime français

### Grand voyer de la Nouvelle-France
Implantée dans la colonie vers 1660, la fonction de grand voyer est d'abord une sinécure. D'abord accordé aux barons de Portneuf, la fonction devient effective avec la construction du chemin du Roy.
- 1657 - 1689 : René Robinau de Bécancour
- 1689 - 1729 : Pierre Robineau de Bécancour
- 1731 - 1750 : Jean-Eustache Lanouillier de Boisclerc
- 1750 - 1753 : Louis Fleury de La Gorgendière
- 1753 - 1760 : Ignace-François-Pierre Martin de Lino

## Régime britannique
Réactivée quelques années après la Guerre de la Conquête, la fonction de grand voyer est abolie en 1840.

### Grand voyer de laprovince de Québecpuis duBas-Canada
- 1775 - ? : François-Marie Picoté de Belestre
- 1786 - 1791 : Charles-Louis Tarieu de Lanaudière
- 1811 - 1820 : François Baby

### Grands voyers des districts

#### District de Québec
- 1765 - 1768 : François-Joseph Cugnet
- 1768 - ? : Gaspard-Joseph Chaussegros de Léry[1]
- 1782 - 1794 : Jean Renaud
- 1794 - 1809 : Gabriel-Elzéar Taschereau
- 1809 - 1823 : Jean-Baptiste-Philippe-Charles d'Estimauville
- 1823 - 1826 : Thomas-Pierre-Joseph Taschereau
- 1826 - 1840 : Edmund William Romer Antrobus

#### District de Montréal
- 1765 - 1775 : René-Ovide Hertel de Rouville
- 1783 : Georges-Hippolyte Le Comte Dupré (intérim)
- 1785 - 1806 : René-Amable Boucher de Boucherville[2]
- 1806 - 1832 : Louis-René Chaussegros de Léry[3]
- 1832 - 1840 : Pierre-Louis Panet[4]

#### District des Trois-Rivières
- 1783 - 1792 : Antoine Lefebvre de Bellefeuille
- 1793 - 1820 : John Antrobus
- 1820 - 1826 : Edmund William Romer Antrobus[5]
- 1822 : Augustus-David Bostwick (intérim)
- 1826 - 1832 : Pierre-Louis Panet
- 1832 - 1840 : Hugues Heney

#### District de Gaspé
- 1796 - ? : Edward O'Hara